# Vojín
Vojín je nejnižší hodnost příslušníka armády (v terminologii NATO má stupně od OR-1 do OR-3 podle typu jednotky, ve které slouží). Následující vyšší hodnost je svobodník.
V československé i samostatné české armádě byli vojíni většinou vojáci základní vojenské služby. V profesionální armádě byla ale až do konce roku 2010 nejnižší hodností hodnost rotného a hodnost vojína se používala pouze u aktivních záloh. Od roku 2011 byla hodnost vojína opět zavedena.

## Historie
Použití vojínů se datuje od 18. století, kdy armáda Napoleona Bonaparta poprvé ustanovila stálé vojenské hodnosti.
Anglický ekvivalent slova „vojín“ je výraz „private soldier“ (soukromý voják). Toto označení pochází ze středověku, kdy byli vojáci-vojíni najímáni nebo odvedeni do služby šlechticem vytvářejícím armádu. Odtud pak pochází hodnost svobodníka (něm. Gefreiter), tedy vojáka propuštěného ze služby šlechtice.